# Trimenia wykehami
Wykeham’s Silver-spotted Copper (Trimenia wykehami) là một loài bướm ngày thuộc họ Lycaenidae. Nó được tìm thấy ở Nam Phi, ở đó nó is found from Beaufort West to the Roggeveld escarpment in the West Cape.
Sải cánh dài 24–32 mm đối với con đực and 27–39 mm females. Con trưởng thành bay từ tháng 11 đến tháng 12. Có một lứa một năm.